# Mistrovství světa v biatlonu 2016 – smíšená štafeta
Smíšená štafeta na Mistrovství světa v biatlonu 2016 se konala ve čtvrtek 3. března v lyžařském středisku v Holmenkollenu jako první závod šampionátu. Zahájení smíšené štafety proběhlo v 15:30 hodin středoevropského času. Závodu se zúčastnilo celkem 25 štafet.
Obhájcem prvenství byl český tým, který skončil šestý.
Zlatou medaili získala Francie, která ve složení Anaïs Bescondová, Marie Dorinová Habertová, Quentin Fillon Maillet a Martin Fourcade zvítězila před druhým Německem o necelých 5 sekund. Třetí skončilo Norsko.

## Výsledky
| Pořadí | Č. | Stát                                                                                     | Čas                                       | Střelba (L+S)                           | Ztráta  |
| --- | -- | ---------------------------------------------------------------------------------------- | ----------------------------------------- | --------------------------------------- | ------- |
| Zlatá medaile                                                                                             | 3  | Francie Anaïs Bescondová Marie Dorinová Habertová Quentin Fillon Maillet Martin Fourcade | 1:14:01,0 18:10,7 17:34,2 19:04,5 19:11,6 | 0+2 0+6 0+0 0+3 0+0 0+1 0+2 0+1 0+0 0+1 | —       |
| Stříbrná medaile                                                                                          | 2  | Německo Franziska Preussová Franziska Hildebrandová Arnd Peiffer Simon Schempp           | 1:14:05,3 17:51,8 17:52,9 19:04,9 19:15,7 | 0+5 0+2 0+2 0+0 0+0 0+1 0+1 0+1         | +4,3    |
| Bronzová medaile                                                                                          | 1  | Norsko (r) Marte Olsbuová Tiril Eckhoffová Johannes Thingnes Bø Tarjei Bø                | 1:14:15,4 17:37,1 18:07,4 19:05,7 19:25,2 | 0+7 0+3 0+1 0+0 0+2 0+2 0+1 0+1 0+3 0+0 | +14,4   |
| 4. | 10 | Ukrajina Valentyna Semerenková Olena Pidhrušná Serhij Semenov Dmytro Pidrušnyj           | 1:14:30.8 17:51,7 17:53,2 19:04,3 19:41,6 | 0+3 0+6 0+1 0+1 0+2 0+2 0+0 0+1 0+0 0+2 | +29,8   |
| 5. | 8  | Rakousko Dunja Zdoucová Lisa Hauserová Simon Eder Dominik Landertinger                   | 1:15:08.1 19:02,9 18:10,3 18:54,4 19:00,5 | 0+1 0+2 0+1 0+1 0+0 0+0 0+0 0+1 0+0 0+0 | +1:07,1 |
| 6. | 9  | Česko Veronika Vítková Gabriela Soukalová Michal Šlesingr Michal Krčmář                  | 1:15:24.3 18:44,2 17:36,7 19:18,2 19:45,2 | 0+3 0+2 0+0 0+0                         | +1:23,3 |
| 7. | 4  | Rusko Jekatěrina Šumilovová Jekatěrina Jurlovová Jevgenij Garaničev Anton Šipulin        | 1:15:33.9 19:05,5 18:04,4 18:57,3 19:26,7 | 0+3 1+5 0+0 1+3 0+0 0+1 0+1 0+1 0+2 0+0 | +1:32,9 |
| 8. | 7  | Itálie Dorothea Wiererová Karin Oberhoferová Lukas Hofer Dominik Windisch                | 1:15:56.4 17:52,0 19:08,7 19:24,2 19:31,5 | 09 0 0+6 0+1 0+0 0+0 0+1 0+0 0+0        | +1:55,4 |
| 9. | 12 | Bělorusko Naděžda Skardinová Iryna Krjuková Vladimir Čepelin Alexandr Darožka            | 1:16:10.1 18:01,2 18:49,5 19:36,1 19:43,3 | 0+0 0+1 0+0 0+0 0+0 0+1 0+0 0+0         | +2:09,1 |
| 10. | 11 | USA Susan Dunkleeová Hannah Dreissigackerová Lowell Bailey Sean Doherty                  | 1:16:20.6 17:35,5 19:00,3 19:46,9 19:57,9 | 0+3 0+2 0+2 0+1 0+0 0+0 0+1 0+1         | +2:19,6 |
| 11. | 5  | Kanada Julia Ransomová Rosanna Crawfordová Nathan Smith Brendan Green                    | 1:16:31.8 18:38,9 18:33,3 19:12,9 20:06,7 | 0+5 0+6 0+1 0+1 0+1 0+2 0+2 0+1 0+1 0+2 | +2:30,8 |
| 12. | 6  | Švédsko Linn Perssonová Mona Brorssonová Jesper Nelin Fredrik Lindström                  | 1:16:54.3 18:36,5 18:01,2 20:36,8 19:39,8 | 0+3 1+3 0+2 0+0 0+0 0+0 0+1 1+3 0+0 0+0 | +2:53,3 |
| 13. | 17 | Slovinsko Andreja Maliová Teja Gregorinová Klemen Bauer Jakov Fak                        | 1:17:10.8 18:56,0 19:38,3 19:22,1 19:14,4 | 0+1 1+6 0+0 0+0 0+1 1+3 0+0 0+2 0+0 0+1 | +3:09,8 |
| 14. | 14 | Švýcarsko Selina Gasparinová Aita Gasparinová Benjamin Weger Serafin Wiestner            | 1:17:19.3 18:11,6 18:49,1 20:30,2 19:48,4 | 1+4 0+8 0+0 0+3 0+0 0+1 1+3 0+2 0+1 0+2 | +3:18,3 |
| 15. | 15 | Kazachstán Alina Rajkovová Galina Višněvská Jan Savickij Anton Pantov                    | 1:17:23.5 19:05,3 18:15,4 19:35,1 20:27,7 | 0+1 0+3 0+1 0+2 0+0 0+0 0+0 0+1         | +3:22,5 |
| 16. | 25 | Bulharsko Emilia Jordanovová Desislava Stojanovová Krasimir Anev Vladimir Iljev          | 1:17:27.2 19:06,4 19:17,3 19:33,4 19:30,1 | 0+4 0+6 0+1 0+1 0+2 0+2 0+1 0+0 0+3 1+3 | +3:26,2 |
| 17. | 19 | Slovensko Paulína Fialková Jana Gereková Matej Kazár Martin Otčenáš                      | 1:17:43.7 18:48,8 18:20,9 19:23,1 21:10,9 | 0+9 1+8 0+3 0+3 0+2 0+2 0+1 0+0 0+3 1+3 | +3:42,7 |
| 18. | 16 | Finsko Mari Laukkanenová Kaisa Mäkäräinenová Olli Hiidensalo Tuomas Grönman              | 1:18:47.3 19:07,7 18:24,2 20:40,2 20:35,2 | 0+6 1+6 0+2 0+1 0+3 0+2 0+1 1+3 0+1 0+0 | +4:46,3 |
| 19. | 13 | Japonsko Fujuko Tačizakiová Jurie Tanaková Mikito Tačizaki Junji Nagaj                   | 1:18:56.9 18:11,5 19:11,6 20:36,2 20:57,6 | 0+1 0+3 0+0 0+1 0+1 0+0                 | +4:55,9 |
| 20. | 20 | Polsko Weronika Nowakowská Krystyna Guziková Łukasz Szczurek Grzegorz Guzik              | 1:19:18.1 19:17,4 17:52,6 21:34,1 20:34,0 | 0+2 1+8 0+0 1+3 0+0 0+0 0+2 0+3 0+0 0+2 | +5:17,1 |
| 21. | 23 | Estonsko Kadri Lehtlová Meril Beilmannová Rene Zahkna Kalev Ermits                       | 1:20:09.8 19:06,4 20:37,6 20:06,3 20:19,5 | 0+1 1+4 0+1 0+0 0+0 0+0 0+0 0+1 0+0 1+3 | +6:08,8 |
| 22. | 18 | Rumunsko Luminița Pișcoranová Florina Ioana Cîrsteaová George Buta Cornel Puchianu       | LAP 20:10,3 20:20,2 20:35,1               | 0+4 2+6 0+0 1+3 0+2 0+0 0+1 0+0 0+1 1+3 | +9:99,8 |
| 23. | 24 | Litva Diana Rasimovičiūtėová Natalija Kočerginová Tomas Kaukėnas Vytautas Strolia        | LAP 19:43,1 20:07,9 20:40,2               | 4+5 3+9 0+0 0+2 0+0 1+3 0+2 1+3 4+3 1+3 | +9:99,8 |
| 24. | 21 | Jižní Korea Mun Ji-hee Ko Eun-jung Kim Jong-min Lee In-bok                               | LAP 19:53,1 19:57,4 22:40,1               | 0+5 1+9 0+1 0+3 0+1 0+1 0+1 1+3 0+2 0+2 | +9:99,8 |
| 25. | 22 | Lotyšsko Baiba Bendiková Žanna Juškāneová Roberts Slotiņš Aleksandrs Patrijuks           | LAP 18:56,7 21:58,2 22:39,1               | 1+6 1+5 0+0 0+1 1+3 0+1 0+1 1+3 0+2 0+0 | +9:99,8 |
| Č. – startovní číslo týmu, LAP – tým byl předběhnut o kolo, r – vedoucí tým disciplíny ve světovém poháru |    |                                                                                          |                                           |                                         |         |